# Potez 540
Il Potez 540 fu un aereo da ricognizione/bombardiere bimotore monoplano ad ala alta sviluppato dall'azienda aeronautica francese Avions Henry Potez nei primi anni trenta.
Realizzato su iniziativa personale, venne adattato per rispondere ad una specifica dell'Armée de l'air, la neoistituita aeronautica militare francese, rimanendo in servizio nelle sue varie versioni derivate, pur relegato a compiti di seconda linea, fino alle prime fasi della seconda guerra mondiale trovando impiego anche nel corso della guerra civile spagnola.

## Storia del progetto
Con l'istituzione in Francia dell'aeronautica militare come forza armata indipendente, furono recepite le teorie espresse dall'italiano Giulio Douhet sulla dotazione di un velivolo polivalente in grado di effettuare missioni di bombardamento diurne e notturne o di ricognizione a lungo raggio. Un simile modello, grazie ad un'elevata velocità e un equipaggiamento bellico basato su un consistente carico di bombe e protetto da tutti i lati da numerose postazioni dotate di mitragliatrici da difesa, avrebbe dovuto garantire una supremazia tattica relegando esercito e marina a compiti essenzialmente difensivi. In base a tali esigenze, nel 1928 il Service technique Aéronautique (STAé) emanò alcune specifiche per la fornitura di un velivolo da combattimento polivalente denominato M4; tuttavia, nell'ottobre 1933, il Ministère de l'Air sostituì le specifiche del 1930 con altre più recenti finalizzate ad un velivolo multiruolo, il BCR (Bombardement, Chasse, Reconnaissance), ovvero Bombardiere, Caccia, Ricognitore.
Per rispondere a queste ultime specifiche gli uffici tecnici delle aziende nazionali iniziarono ad elaborare una serie di progetti adatti allo scopo, che alla fine si concretizzarono in quattro modelli che risultarono interessare i vertici della neoistituita Armée de l'air: il Bréguet 460, il Farman F.420, il Bloch MB 130 e, ultimato in extremis, il Potez 540.

## Versioni
Potez 54
prototipo, realizzato in un solo esemplare, in seguito convertito (con coda a impennaggio bideriva) nel Potez 540 No. 1.
Potez 540
variante di produzione in serie, equipaggiato con una coppia di motori V12 Hispano-Suiza 12Xirs e 12Xjrs (a rotazione sinistrorsa e destrorsa) raffreddati a liquido da 790 hp (590 kW) ciascuno. Realizzata in 185 esemplari venne utilizzata dalle forze armate francesi e spagnole.
Potez 541
designazione di un singolo 540 rimotorizzato con una coppia di radiali Gnome-Rhône 14Kdrs da 860 hp (640 kW).
Potez 542
variante derivata dal 540 equipaggiata con una coppia di motori Lorraine 12Hfrs Pétrel da 720 hp (540 kW), realizzata in 74 esemplari trovò impiego in Francia e Spagna.
Potez 543
variante derivata dal 541, equipaggiata con una coppia di radiali Gnome-Rhône 14Kdrs da 860 hp (640 kW). Realizzata in 10 esemplari su commissione della Romania.

## Utilizzatori
Francia
- Armée de l'air
- Aéronautique navale

 Francia di Vichy
- Armée de l'air de l'armistice

 Francia libera
- Forces aériennes françaises libres

 Italia
- Regia Aeronautica

 Romania
- Forțele Aeriene Regale ale României

 Spagna
- Fuerzas Aéreas de la República Española